# Єфремова Валентина Олексіївна
Валентина Олексіївна Єфремова (псевдонім — Роменська; нар. 10 жовтня 1947, Ромни, Сумська область) — українська мистецтвознавиця, художниця, журналістка, громадська діячка. Член Національної спілки журналістів України (2004) та Національної спілки художників України (2005). Заслужений працівник культури України (2007).

## Біографія
Валентина Єфремова народилась у м. Ромни в сім'ї службовця у 1947 році. З дитинства любила малювати. Любов до мистецтва їй прищепила мати Раїса Степанівна. Перші творчі знання отримала у приватній студії місцевої художниці Л. Бреус.
Закінчила Роменську середню школу № 2.
Навчалася у Київському художньому інституті (1968—1973) на факультеті історії та теорії образотворчого мистецтва (педагоги з фаху: П. Білецький, Г. Заварова, Л. Сак, О. Тищенко, Л. Міляєва, П. Говдя, Л. Владич).
Від 1976 року працювала у Роменському краєзнавчому музеї, створила сховище для зберігання колекції художніх творів, розпочала дослідницьку роботу з вивчення культурно-мистецької спадщини Сумщини.
Згодом переїхала до Києва, з 1981 року працювала в Київському хореографічному училищі.
З 1991 року завідувала культвідділом Республіканського Будинку художника. Створила авторську панораму «Культура проти варварства», в рамках якої були реалізовані: заходи до ювілеїв Генріха Шлімана, Анрі Тулуз-Лотрека; персональна виставка художника С. Московченка «Злата Прага» у посольстві Чехословакії в Україні; ювілейний творчий вечір композиторки Лесі Дичко; презентація збірок віршів лауреата премії ім. М. Рильського Рауля Чілачави; творчий вечір народного художника України, лауреата Державної премії України імені Т. Шевченка Сергія Шишка тощо.
2001 року закінчила Російсько-український біблійний Інститут, має кваліфікацію вчителя християнської освіти.
Коло наукових інтересів: дослідження творчості художників Сумщини, вивчення художньої спадщини Т. Г. Шевченка та заслуженого діяча мистецтв України, професора П. Білецького, питання біблійної освіти.
Авторка збірника «Художньо–мистецька спадщина Сумщини» (Київ, 2007), книги-ессе «Разом по життю» (Конотоп, 2009), понад 400 публікацій  в каталогах, газетах, журналах, альманасі «Земляки».
Позаштатний кореспондент журналу «Жінка», газет «Культура і життя», «Урядовий кур'єр», друкується в журналах «Україна», «Образотворче мистецтво», газетах «Демократична Україна», «Освіта України», «Профспілкові вісті», «Сумщина», «Вісті Роменщини» та багатьох інших.

## Громадська діяльність
З 2001 року бере активну участь в роботі громадської організації «Сумське земляцтво у місті Києві»: член Ради та керівник прес-центру земляцтва, член редакції альманаху «Земляки», створила низку статей про діяльність товариства. У 2004 році ініціювала створння при земляцтві секції «Мистецька світлиця», яка об'єднала художників із Сумщини, що живуть у Києві. Організувала низку пленерів художників у різних куточках Сумської області з презентацією їх робіт в Українському фонді культури, виставкових залах Києва та Сумщини.
Валентина Єфремова член правління Українського фонду культури. Засновниця та голова правління Роменського відділу Українського фонду культури (2004), діяльність якого спрямована на духовне відродження Роменщини. Серед ініційованих нею проєктів: створення галереї «Ромен», якій подаровано 100 картин з власної колекції; цикл тематичних виставок, присвячених Миколі Макаренку: «Храми України», «Я українець!», «На вівтарі любові історичні пам'ятки»; заходи, присвячені Івану Кавалерідзе: міжнародний проєкт «Історія і сучасність», «Шляхи Тараса Шевченка та Івана Кавалерідзе зійшлися в Ромнах», «Настане час і мене згадають добрим словом», «Його монументами говорить держава», «От де, люде, наша слава, слава України!» та багато інших. Започаткувала співпрацю сумських митців з Музеєм-майстернею Івана Кавалерідзе. 2006 року була кураторкою міжнародного пленеру до Року Грузії в Україні «Міст дружби», який проходив в Криму та історичних містах Сумщини.
Валентина Єфремова — одна із засновників громадської організації роменських художників «Роменська палітра», організаторка персональних виставок художників-земляків: «Мелодійне соло в кольорах» І. Цюпки, «Віра, надія, любов» М. Самохіна, «Сім кольорів веселки» М. Троценка тощо.
Член бюро секції «Критики та мистецтвознавства» Київської організації Національної спілки художників України.
Заступник голови правління Міжнародної організації «Федерація жінок за мир у всьому світі».
Консультант художньої галереї «Родинний дім» Київської міської адміністрації.

## Художня творчість
Працює в основному в техніці акварелі та акрилу. Створила серію картин «Метаморфози Едему», малює натюрморти: «Натюрморт з півоніями» (2004), «Вишукані троянди» (2008), «Натюрморт з підсвічником» (2008), «Білі лілії» (2014).

## Відзнаки[10]
- Медаль «Ветеран праці» (1991)
- Подяка київського міського голови (2004)
- Подяка та Відзнака голови Сумського земляцтва (2004, 2005)
- Подяка Сумської обласної ради (2005), Відзнака «Посол Миру» (2004)
- Медаль «За заслуги перед містом» (2007)
- Лауреат конкурсу журналістів «Українська мадонна» (2008),
- Почесна Відзнака «Хрест Петра Калнишевського» (2009)
- Медаль «Святої Марії» за благодійність (2009)
- Почесна Відзнака Всесвітньої Федерації миру, номінація «Громадська діяльність» (2010)
- Лауреат мистецької премії ім. П. Білецького (2010)
- Медаль «За подвижництво культури в Україні» (2011)
- Ювілейна медаль Українського фонду культури за багатолітню творчу та благодійницьку діяльність у відродженні, примноженні та пропаганді національної культури (2012).

## Вибрані публікації
- Натхнення Анатолія Тартаковського / Валентина Єфремова // Образотворче мистецтво. — 2006. — № 2. — С. 82— 85 : іл.
- Художньо-мистецька спадщина Сумщини: від давнини до сьогодення: дослідження, розвідки, пошуки до біографічного збірника / авт.-упоряд. Валентина Єфремова. — Київ: Хрещатик, 2007. — 272 с. :іл. — ISBN 966-581-344-8.
- Захистимо скіфські кургани / Валентина Єфремова // Земляки: альманах Сумського земляцтва в Києві. Вип. 3. — Суми, 2006. — С. 34—36 : іл.
- Наш побратим — Грузинське земляцтво / Валентина Роменська // Земляки: альманах Сумського земляцтва в Києві. Вип. 4. — Суми, 2007. — С. 20—21 : фот.
- Земляцька палітра / Валентина Єфремова // Земляки: альманах Сумського земляцтва в Києві. Вип. 5. — Суми, 2009. — С. 41—45 : фот.
- Одинадцяті читання пам'яті Володимира Затуливітра / В. Єфремова // Культура і життя. — 2013. — № 33 (16 серп.) — С. 12— 13 : фот.
- Твір скульптури — то послання в майбутнє… [український скульптор Олександр Ковальов] / В. Єфремова // Культура і життя. — 2013. — № 33 (16 серп.) — С.9 : фот.
- На гостини до вільного митця — Івана Марчука / В. Єфремова // Культура і життя. — 2013. — № 36 (6 верес.) — С. 9 : фот.